# IC 3186
IC 3186 ist eine Spiralgalaxie vom Hubble-Typ Sm im Sternbild Haar der Berenike am Nordsternhimmel. Sie ist schätzungsweise 327 Millionen Lichtjahre von der Milchstraße entfernt.
Das Objekt wurde am 23. März 1903 von dem deutschen Astronomen Max Wolf entdeckt.